# Stanggaß
Stanggaß ist ein Gemeindeteil bzw. eine Gnotschaft der Gemeinde Bischofswiesen im oberbayerischen Landkreis Berchtesgadener Land.

## Geschichte
Vermutlich bereits ab Ende des 14. Jahrhunderts war Stanggaß der 2. Gnotschaftsbezirk der „Urgnotschaft“ Bischofswiesen im Berchtesgadener Land, das ab 1380 das Kernland der Reichsprälatur Berchtesgaden und der später eigenständigen, reichsunmittelbaren Fürstpropstei Berchtesgaden (1559–1803) bildete. Nach drei kurz hintereinander folgenden Herrschaftswechseln wurde 1810 das Berchtesgadener Land mit seinen Gnotschaften dem Königreich Bayern angegliedert und aus Bischofswiesen ab 1812 eine Gemeinde. Da Größe und Gliederung der Gemeinde Bischofswiesen in den 1970er Jahren von der Gebietsreform in Bayern ausgenommen blieben, ist Stanggaß noch heute ein Ortsteil bzw. eine Gnotschaft der Gemeinde Bischofswiesen.
Am Urbanweg 26–28 befand sich von 1937 bis 1945 die Reichskanzlei Dienststelle Berchtesgaden (auch Kleine Reichskanzlei genannt). Sie war im nationalsozialistischen Deutschen Reich ein zweiter Regierungssitz neben der Neuen Reichskanzlei in Berlin. Mit der Errichtung des Gebäudes war der Architekt Alois Degano beauftragt worden. Ferner wurde parallel zur Sonnleitstraße 1942 auch das „Dietrich-Eckart-Krankenhaus“ fertiggestellt, das bis Kriegsende als Wehrmachtslazarett fungierte und anschließend bis 1996 u. a. unter der Bezeichnung Kurklinik Stanggaß als Rehabilitationsklinik diente.
Nach der statistischen Übersicht von 1752 hatte Stanggaß 35 Anwesen, darunter 30 ganze und 5 halbe Höfe.
Ein Ortsverzeichnis von 1831 verzeichnet Stangast oder Stangaß als Dorf mit 43 Häusern, einer Kapelle und 340 Einwohnern. Bei der Volkszählung vom 25. Mai 1987 wies der Ortsteil eine Bevölkerung von 1279 Einwohnern in 270 Gebäuden bzw. 608 Wohnungen auf.

## Baudenkmäler
Siehe: Liste der Baudenkmäler in Bischofswiesen#Stanggaß